# سيلودوسين
سيلودوسين (بالإنجليزية: silodosin)‏ معاكس أو حاصر انتقائي لمستقبلات ألفا 1 الأدرينية خلف المشبكية الموجودة في البروستات وقاعدة المثانة وعنقها ومحفظة البروستات والحالب البروستاتي، ويؤدي حصر مستقبلات الفا 1 α1 الأدرينية ارتخاءً في العضلات الملساء لهذه الأنسجة.
وسيتعمل السيلودوسين في علاج أعراض وعلامات تضخم البروستات الحميد أو السليم وفرط التنسج فيها فهو بالإضافة لكونه حاصر نوعي لمستقبلات α1 يتركز تأثيره في منطقة الجهاز البولي. ويتوفر السيلودوسين بالأسماء التجارية Rapaflo في الولايات المتحدة واسم Silodyx في أوروبا واسم Rapilif وSilodal في الهند 
وينتمي للفئة B من فئات السلامة أثناء الحمل وبطبيعة الحال لا يستعمل عند النساء.

## تاريخ الدواء
تم السماح بتسويقه لأول مرة في اليابان في أيار من عام 2006 بالاسم التجاري Urief ووافقت إدارة الغذاء والدواء الأمريكية على تسويقه في 9 أكتوبر 2008. يسوق السيلودوسين في الولايات المتحدة باسم Rapaflo وباسم Silodyx في أوروبا. وباسم Rapilif في الهند

## التأثير الصيدلي
يعتبر السيلودوسين مثبط شديد الاصطفاء لمستقبلات ألفا 1 الأدرينية وهي نوع فرعي من المستقبلات الأدرينالية ولا يسبب أي انخفاض ضغط انتصابيمقارنة بالأنواع الأخرى من مثبطات مستقبل ألفا 1 ولكن انتقائيته العالية قد تسبب اضطراباً في القذف.
وتدرس حاصرات ألفا لاستعمالها كمانعات حمل للرجال لمنعها القذف دون التأثير على الإحساس بذروة الجماع، وفي تجربة على 15 متطوعاً اشتكى 12 منهم وجود إزعاج ولكن السيدوستين ألغى القذف عند الجميع وظهر لديهم تأثيرات نفسية نتيجة عدم الرضى
.

## التأثيرات الجانبية
نادرة وقد يحدث إسهال، صداع خفيف، احتقان بلعومي أنفي، دفق منوي راجع

## مضادات الاستطباب
- مرضى القصور الكلوي الشديد (تصفية الكرياتنين أقل من 30 مل/د)
- مرضى القصور الكبدي الشديد
- الإعطاء المتزامن مع الأدوية المثبطة للسيتوكروم P450 3A4 (كيتوكينازول، كلاريثرومايسين، إيتراكونازول، ريتونافير)

## وصلات خارجية
- مقال من جامعة راش
- مقال من موقع ميدسكيب
- الموقع الرسمي لدواء Rapaflo